# El lobo de mar (película)
El lobo de mar (The Sea Wolf) es una película estadounidense de 1941 cuyo guion, de Robert Rossen, está basado en la novela homónima de 1904, escrita por Jack London. 
La película fue dirigida por Michael Curtiz, y contó con la actuación de Edward G. Robinson.

## Argumento
En el año 1901, el fugitivo de la justicia George Leach (John Garfield) aborda el barco Ghost bajo el mando de Wolf Larsen (Robinson). Al navío se suman como pasajeros el escritor Humphrey Van Weyden (Alexander Knox) y la también prófuga Ruth Brewster (Ida Lupino). En el trayecto Ruth cae enferma y Van Weyden entra en conflicto con el despiadado Larsen, quien en un momento conoce de sus virtudes artísticas y le hace saber, que al final del viaje, será tan cruel como toda la tripulación. Por otro lado, Van Weyden sabe que la verdadera intención de Larsen, distinta de comandar un simple crucero, es huir de su principal enemigo: su propio hermano.
Van Weyden logra armar un motín y Larsen es echado fuera de borda. Sin embargo, logra incorporarse a la nave. Van Weyden, sobre la base de ruegos, puede abordar un bote junto a Leach, Ruth y el marino Johnson (Stanley Ridges). En la marcha avistan a un barco en medio de la niebla, pero es el mismo Ghost, destruido por el hermano de Larsen. Leach se incorpora a la embarcación pero es encerrado por el mismo Larsen. Ruth y Van Weyden llegan en búsqueda de Leach, pero Larsen dispara a Van Weyden, quien ofrece, moribundo, acompañarle en el hundimiento con la condición de dejar partir a Ruth y Leach.

## Críticas
Como Larsen, Edward G. Robinson proporciona una inolvidable actuación, una de las mejores de sus muchas interpretaciones. Agobiante, malvado, inseguro, temeroso... Robinson captura cada faceta de este terrible personaje.

 Y en cuanto a la película, 

El lobo de mar tiene algunas fallas menores, pero el filme es tan enérgico que apenas se notan.

Robinson aporta mucho vigor y atrocidad al exigente papel de Larsen, y a ratos hay sobreactuación.

En el libro Hollywood Gold: Films of the Forties and Fifties, se lee esto: 

¿La mejor actuación de Edward G. Robinson [...] en el papel de Wolf Larsen? Sin duda. La caracterizacíon de Robinson es tan impetuosa y dominante, que deja poco espacio para que los otros actores se luzcan [...] El lobo de mar no es solo la versión definitiva del relato de London, sino que en todos los sentidos — guion, dirección, actuación, fotografía, sets, montaje, música — es una obra de arte.